# Alok Vaid-Menon
Alok Vaid-Menon (ou Alok) (naissance le 1er juillet 1991 au Texas) est une personne américaine artiste non binaire, qui, à travers la poésie, l'écriture, la performance et le stylisme, explore les thèmes du genre et des traumatismes et donne de la visibilité à la communauté trans.   
Par son engagement contre les normes de genre et la violence à l'égard des personnes trans, Alok défend les personnes non conformes au genre, la diversité et le droit à la neutralité.

## Biographie

### Jeunesse et formation
Alok Vaid-Menon naît le 1er juillet 1991 de parents immigrés d'origine asiatique. Sa mère est indienne et vient du Punjab et son père, né en Malaisie, émigre à New Delhi avant d'arriver aux États-Unis. Urvashi Vaid est sa tante. La famille s'installe au Texas et Alok grandit à College Station.

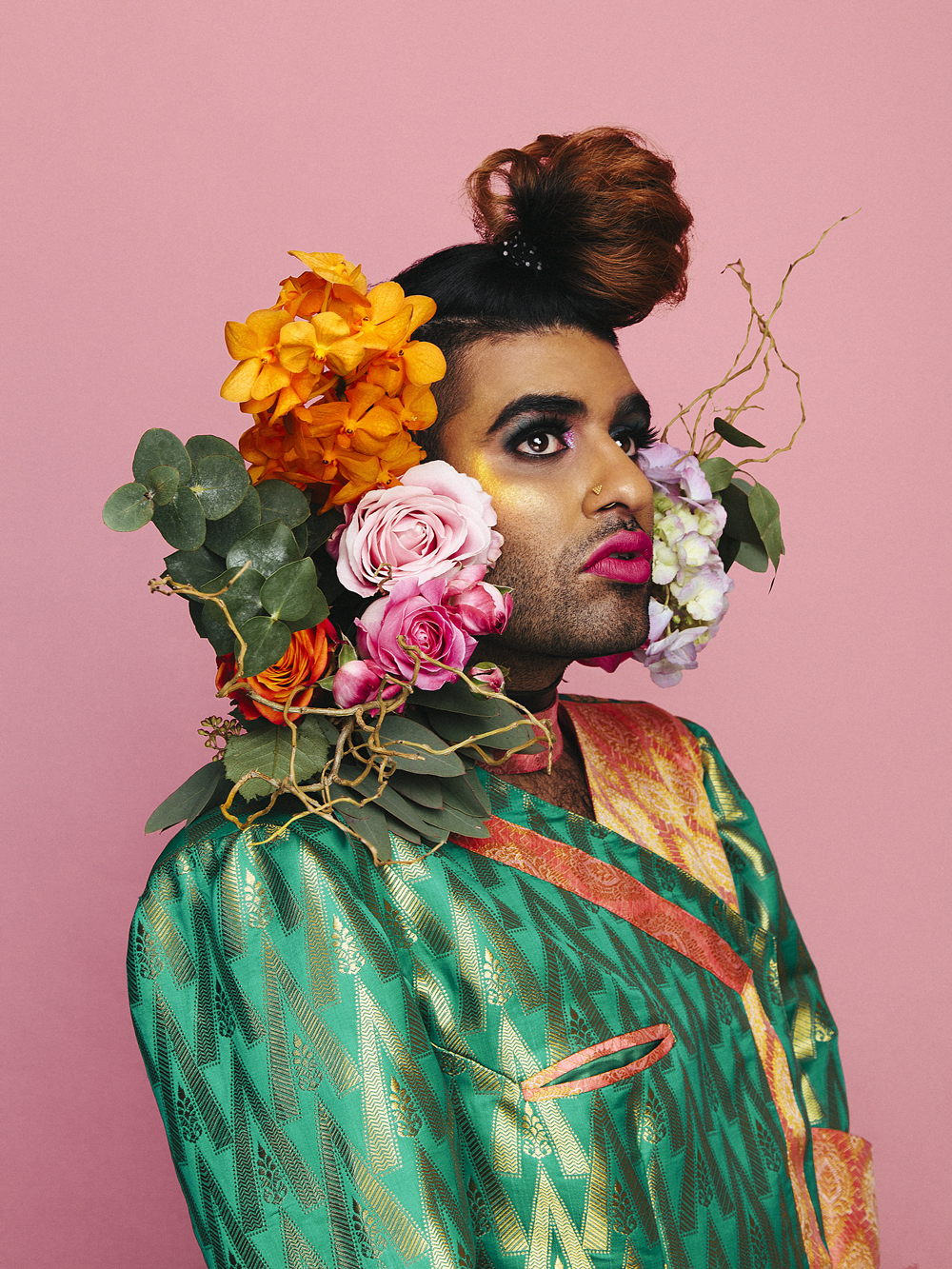
Alok Vaid-Menon dans ses propres vêtements avec des décorations florales dans les cheveux (2018).

Après avoir quitté le Texas, Alok fréquente l'université Stanford et obtient un diplôme d'études supérieures en études féministes, de genre et de sexualité en 2013. En 2019, Alok organise un événement Pride à College Station avec la communauté queer locale en l'honneur du 50e anniversaire des émeutes de Stonewall.[réf. nécessaire]
Son intérêt précoce pour la conception graphique et une utilisation assidue d'internet lui permettent de communiquer avec toute une communauté en ligne qui l'aide à trouver son identité.

### Identité de genre
Enfant, Alok est victime de harcèlement, notamment en raison de son identité de genre, visiblement non conforme à celle qui lui est assignée à la naissance. De ce fait, il ne lui a pas été permis de se déclarer, de faire un coming-out volontaire et indépendant. « À bien des égards, je n'ai jamais eu l'occasion de me nommer selon mes propres termes, c'était déjà toujours décidé pour moi. »,,.       
Cependant Alok refuse de participer à un système genré, de choisir l'un ou l'autre sexe et de changer son apparence,,. « J'utilise le mot transféminin pour aider les gens à comprendre que les personnes qui ne sont pas des femmes subissent encore la misogynie et le sexisme. ».       
Utilisant le pronom non genré they et appelant à cesser de voir le monde à travers le seul prisme de la binarité,, Alok rejette l'idée de transition ou l'implication qu'il n'y a que deux genres, se référant à la culture indienne où la fluidité des genres et les identités trans existent depuis des siècles,, s'identifiant comme non conforme au genre et transféminin. Dans une interview à Vice en 2017, Alok regrette que les personnes trans soient réduites au spectacle de leur apparence et estime qu'elles doivent être considérées pour ce qu'elles sont, comme des personnes humaines.      

### Carrière artistique

#### Performance
Alok se fait connaître du public, en 2013, avec Janani Balasubramanian sous le nom de DarkMatter, récitant de la poésie sur scène. Ce duo d'artistes de performance sud-asiatiques trans non binaires, fait une tournée à travers l'Inde, organise des performances, des conférences et des ateliers sur les questions de justice sociale,. À l'arrêt de DarkMatter en 2017, Alok continue en solo dans des performances qui mêlent comédie, poésie, jeux de langage, flux d'idées, paysages sonores dans un large éventail émotionnel,.   
Pour Alok, l'art de la performance est l'un des rares domaines où les personnes peuvent être vraies et réellement elles-mêmes, le pouvoir de la performance réside dans le fait qu'elle est éphémère et ne peut jamais être répétée de façon identique. Elle lui sert également d'outil pédagogique.   
Certains thèmes reviennent dans l'œuvre d'Alok : la transmisogynie, la solitude, le racisme, les attaques contre les personnes trans et de genre non conforme et la représentation des personnes trans et de genre non conforme,. 
En 2019, Alok est artiste en résidence au Invisible Dog Art Center et y joue la pièce Strangers are Potential Friends, une série de performances.    

#### Écriture
En 2017, Alok publie son premier livre de poésie, Femme in Public, une réflexion sur le harcèlement des personnes transgenres. Sa publication entraîne un tour du monde, en partenariat avec des artistes et des organisations trans locales, destiné à attirer l'attention sur le sort des personnes visiblement non conformes au genre, sur base de comédie, de poésie slam et de musique,,. 
En 2020, paraît son deuxième livre, Beyond the Gender Binary, par lequel Alok veut sensibiliser aux questions de genre en vulgarisant un certain nombre de théories à la base des questions de genre et la compréhension culturelle du binaire. 
Un nouveau recueil de poèmes, écrits durant le confinement lié au Covid-19, paraît en 2021. 

#### Stylisme

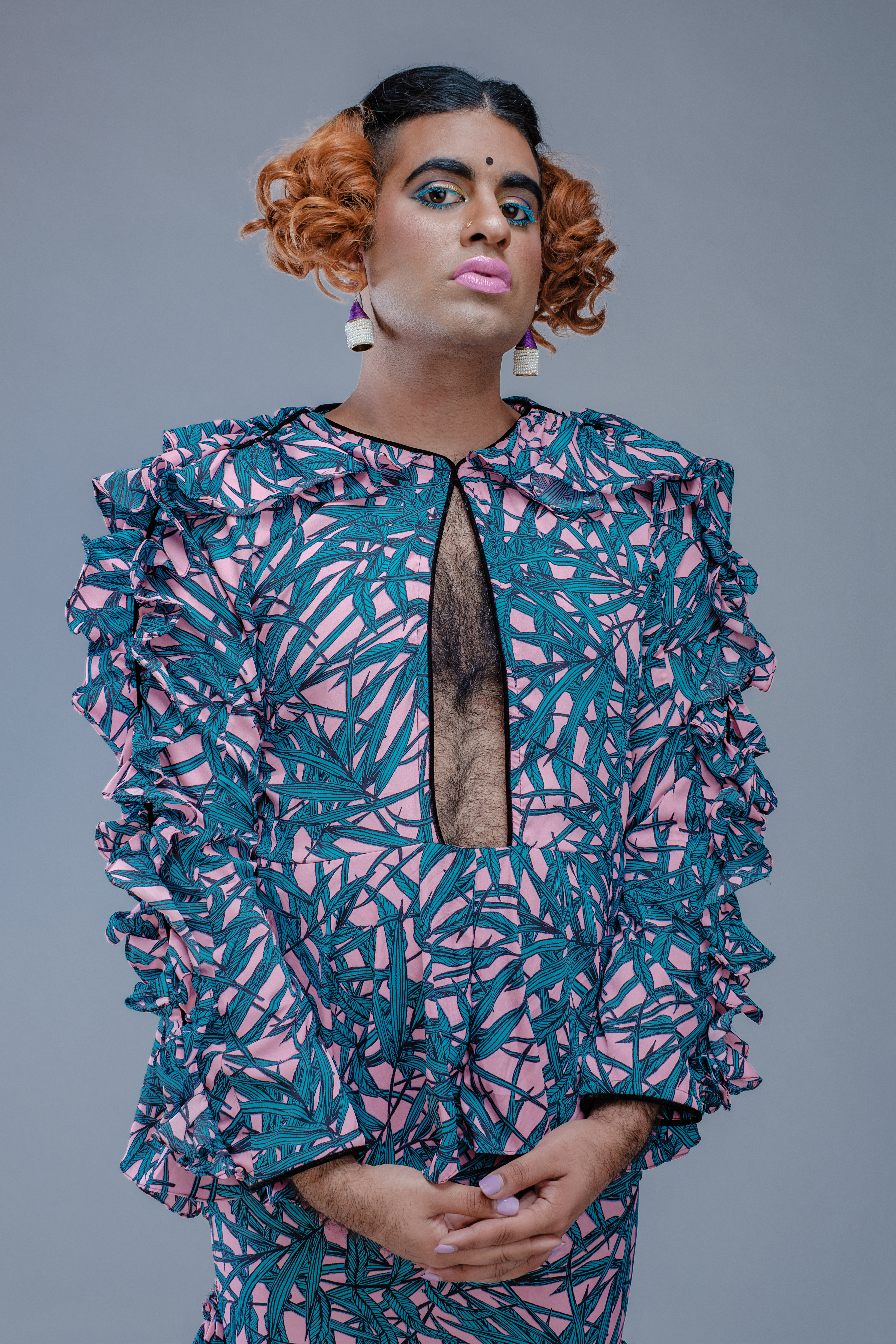
La propre collection de mode d'Alok (2018).

Alok commence à créer ses propres vêtements en 2017. Trois collections de mode non genrées ont été présentées jusqu'en 2019, caractérisées par leurs couleurs chamarrées et l'utilisation neutre de jupes et de robes, la dernière en collaboration avec Adrianne Keishing,,. Alok estime que la mode devrait toujours être non genrée. Le stylisme est une façon de faire taire les supputations, de s’affirmer et de se réapproprier sa culture indienne et sa féminité trans, « deux parties de moi-même pour lesquelles j'ai appris très tôt à ressentir de la honte ».
Dans ses vêtements l'inclusivité est un critère important mais pas un objectif commercial. Ses vêtements devraient permettre à n'importe qui de se sentir mieux, quelle que soit sa taille et son genre. Pour Alok, ses créations de mode sont un exemple de ce que des personnes trans pourraient porter si elles n'avaient pas à craindre la discrimination et la violence.

#### Mannequinat
Alok a également travaillé comme mannequin dans des défilés de mode pour diverses marques, par ex. B. à la Fashion Week de New York pour la cérémonie d'ouverture, Studio 189, et Chromat. Alok est également modèle pour Harry's et Polaroid Eyewear et des photos ont paru dans VOGUE, Vogue Italia, BUST Magazine, Wussy Magazine et Paper Magazine.

### Réseaux sociaux
Craignant pour sa sécurité, Alok communique encore essentiellement en ligne et notamment sur son compte Instagram, qui compte plus d'un million de comptes abonnés, même si la violence est présente là aussi,.

### Opinions
Alok estime que les personnes non conformes sont trop souvent négligées lors des marches des fiertés aux États-Unis, qui ont perdu leur engagement pour les politiques intersectionnelles et la justice raciale, économique et de genre et négligent les formes persistantes de violence subies par beaucoup. Dans son point de vue, ces marches des fiertés sont devenues une célébration d'un certain type de masculinité blanche plutôt qu'une manifestation de protestation.      

## Principales publications
- 2017 : Femme in public  (ISBN 978-0578426587)
- 2019 : Entertainment Value dans Unwatchable (Rutgers University Press)
- 2020 : Beyond The Gender Binary, Ashley Lukashevsky (ill.), Penguin, 2002  (ISBN 978-0593094655)
- 2021 :Your Wound/My Garden

## Principaux spectacles
- 2014 : Festival international des arts queer de New York[27]
- 2015 : Lincoln Center La Casita Festival[réf. souhaitée]
- 2015, 2016 : Public Theater Under the Radar Festival[28]
- 2017 : Centrale Fies Drodesera Festival[27]
- 2017 : Naked Heart Festival Toronto[29]
- 2018: Keynote Performance - Transgender Europe Conference, Anvers[réf. souhaitée]
- 2018 : Gender Unbound Festival Austin[réf. souhaitée]
- 2019 : Spoken Fest Bombay[réf. souhaitée]
- 2019 : Conférence OUTShine EGALE Fredericton, Nouveau-Brunswick[réf. souhaitée]
- 2021 : New York Comedy Festival[17]

## Distinctions
- 2017: Live Works Performance Act Award[14]
- 2018: LogoTV Pride 30[30]
- 2019: 
  - NBC Pride 50[31]
  - Out Magazine OUT 100[31]